# Born Rich
Pour les articles homonymes, voir Born Rich (film, 1924).
Pour plus de détails, voir Fiche technique et Distribution.
Born Rich est un film documentaire américain de 2003 diffusé par HBO.

## Synopsis
Ce documentaire s'intéresse à des adolescents qui sont nés et qui grandissent dans les familles les plus riches du monde. Il a été réalisé par Jamie Johnson, qui est l'un des héritiers de l'empire pharmaceutique Johnson & Johnson.

## Fiche technique
- Titre : Born Rich
- Réalisation : Jamie Johnson
- Musique : Joel Goodman
- Photographie : Nick Kurzon
- Montage : Nick Kurzon, Steven Pilgrim et Jason Zemlicka
- Production : Jamie Johnson et Dirk Wittenborn
- Société de production :
- Pays :  États-Unis
- Genre : Documentaire
- Durée : 75 minutes
- Dates de sortie : 
  -  États-Unis : 19 janvier 2003 (Festival du film de Sundance)

## Distribution
- Ivanka Trump, fille du magnat de l'immobilier Donald Trump
- S.I. Newhouse IV, héritier de l'empire Condé Nast Publications
- Josiah Hornblower, descendant des célèbres familles Vanderbilt et Whitney
- Georgina Bloomberg, fille de Michael Bloomberg, ancien maire de New York et fondateur du groupe Bloomberg LP
- Stephanie Ercklentz, héritière d'un avocat de New York
- Cody Franchetti, héritier d'un couturier
- Luke Weil, héritier de l'empire du jeu Autotote
- Christina Floyd, fille du golfeur Ray Floyd
- Carlo von Zeitschel, de noblesse européenne, prétendu descendant de Guillaume II
- Juliet Hartford, héritière de A&P